# 山田参助の無駄な抵抗やめましょう
『山田参助の無駄な抵抗やめましょう』（やまださんすけのむだなていこうやめましょう）は、山田参助による日本の漫画作品。

## 概要
『さぶ』誌をはじめとしてゲイ雑誌やBL雑誌などに掲載された短篇やシリーズ漫画と描きおろしイラストを収録、2007年に単行本化された。大阪芸術大学時代からさぶ誌で発表された演歌歌手・渋崎健シリーズを全収録している。
本人の同人誌などから再収録された作品の中には一部台詞が改変されたものがある。

## 収録話（掲載順）
- 愛と青春のハミガキ（『イマージュクラブ』コアマガジン）
- オソリソリ（『さぶ』サン出版 1999年4月号、同人誌『ああ、男性自身』から再収録）
- 南方熊楠美少年談義（『イマージュクラブ』コアマガジン）
- 夏帽（『さぶ』サン出版、同人誌『青いイナリズシ』から再収録）
- オランダ少年 悶絶篇（『さぶ』サン出版）
- 明後日に向かって撃て!!（『Badi』テラ出版 2005年6月号）
- 美少年へのラブレター（『イマージュクラブ』コアマガジン）

演歌歌手・渋崎健シリーズ
- 男の花道（『さぶ』サン出版 1995年7月号）
- 男泣かせの日本海（『さぶ』サン出版 1995年、同人誌『山田参助の続けて二発!』から再収録）
- 夕日が俺を呼んでるぜ（『さぶ』サン出版 1996年1月号）
- おやじの味（『さぶ』サン出版 1996年4月号）
- 男の宝（『さぶ』サン出版 1998年3月号）

- 初音アパアトの十一月（『さぶ』サン出版 1997年1月号、同人誌『ああ、男性自身』から再収録）
- 甘い生活（『さぶ』サン出版 1997年11月号、同人誌『青いイナリズシ』から再収録）
- ふるちん親父（『さぶ』サン出版 2002年5月号、カバー裏漫画）

## 書誌情報
- 『山田参助の無駄な抵抗やめましょう』オークラ出版、2007年8月12日、ISBN 978-4-7755-0992-0